# 沈本泗
沈本泗（16世紀—16世紀），字近橋，陝西漢中府金州洵陽縣蜀河里人，明朝政治人物。

## 生平
沈本泗是嘉靖二十五年（1546年）丙午科陝西鄉試舉人，授廣元縣知縣，調成都縣知縣，當時蔡百貫作亂攻陷合州，朝廷部議就近推補，以他初任險要縣份治理有效，升合州知州，不久他協助平定亂事，多次得到推薦，改歸德府同知，致仕歸里後曾主修《洵陽縣志》。

## 引用
1. 1 2  乾隆《洵陽縣志·卷十·人物》：沈本泗，蜀河里人，嘉靖丙午舉人，初任四川廣元縣知縣，調繁成都縣，值妖人蔡百貫作亂攻陷重慶之合州，部議就近推補上游，以本泗筮仕巖邑，治理有效，遂晉合州知州，勦平厥亂，屢膺薦牘，尋遷河南歸德府同知。 纂舊志、碑
2. ↑  《千頃堂書目·卷六》：沈本泗 洵陽縣志 萬曆辛巳修，邑人。